# Петер Зітт
Петер Зітт (нім. Peter Sitt, 7 грудня 1969) — німецький плавець.
Бронзовий медаліст Олімпійських Ігор 1988 року, учасник 1992 року. Чемпіон світу з водних видів спорту 1991 року.